# 第31回ロサンゼルス映画批評家協会賞
第31回ロサンゼルス映画批評家協会賞は、ロサンゼルス映画批評家協会によって2005年の映画に贈られた映画賞である。

## 受賞
- 主演男優賞: 
  - フィリップ・シーモア・ホフマン – 『カポーティ』

- 主演女優賞:
  - ヴェラ・ファーミガ – Down to the Bone

- アニメ映画賞:
  - 『ウォレスとグルミット 野菜畑で大ピンチ!』

- 撮影賞
  - ロバート・エルスウィット - 『グッドナイト&グッドラック』

- 監督賞:
  - アン・リー - 『ブロークバック・マウンテン』

- ドキュメンタリー賞:
  - 『グリズリーマン』

- 作品賞:
  - 『ブロークバック・マウンテン』

- 外国映画賞:
  - 『隠された記憶』 ( フランス/ オーストラリア/ ドイツ/ イタリア)

- 音楽賞: 
  - 久石譲 - 『ハウルの動く城』

- 美術賞:
  - ウィリアム・チャン - 『2046』

- 脚本賞:
  - ダン・ファターマン - 『カポーティ』
  - ノア・バームバック - 『イカとクジラ』

- 助演男優賞:
  - ウィリアム・ハート - 『ヒストリー・オブ・バイオレンス』

- 助演女優賞: 
  - キャサリン・キーナー - 『カポーティ』、『ザ・インタープリター』、『40歳の童貞男』、The Ballad of Jack and Rose

- 生涯功労賞: 
  - リチャード・ウィドマーク

- ニュー・ジェネレーション賞:
  - テレンス・ハワード